# Moacir Andrade (político)
Moacir Lopes de Andrade (Penedo, 17 de dezembro de 1938) é um agropecuarista, odontólogo, médico, advogado e político brasileiro que foi governador (1989-1991) após a renúncia do titular.

## Biografia
Filho de Alcides dos Santos Andrade e Rosa Lopes de Andrade. Escriturário do Instituto de Aposentadoria e Pensões dos Congressistas (IAPC) (1960-1964), ingressou na Universidade Federal de Alagoas onde graduou-se em odontologia (1960-1963) e medicina (1966-1971). casou com Telma Tenório Almeida de Andrade em 13 de agosto de 1967. Nesse ínterim, foi eleito deputado estadual pelo MDB em 1966, todavia teve o seu mandato cassado e os direitos políticos suspensos por dez anos em 13 de março de 1969, por força do Ato Institucional Número Cinco. Especialista em dentística e hematologia pela Universidade de São Paulo e em tocoginecologia e obstetrícia pela Universidade Federal de Alagoas, formou-se em direito (1975-1979) pelo Centro de Estudos Superiores de Maceió, foi professor na USP e na Escola de Ciências Médicas de Maceió. Antigo secretário-geral do MDB, migrou para o PMDB, foi membro do diretório regional e do diretório nacional da legenda. De volta à política, foi eleito deputado estadual em 1982 e vice-governador de Alagoas em 1986 na chapa de Fernando Collor. Assumiu o governo do estado em 14 de maio de 1989, quando o titular renunciou para concorrer à Presidência da República. Secretário Nacional de Irrigação (1991-1992) do Ministério da Agricultura no último ano do governo Collor, foi eleito deputado federal em 1994, migrou para o PPR e se tornou presidente do partido progressista em Alagoas, o PP se juntou com o PPR e surgiu o PPB. Tem quatro filhos com Telma, Rosa Marize Almeida de Andrade, Alcides de Andrade Neto, Adriana Almeida de Andrade e Moacyr Lopes de Andrade Filho.